# Daniel Aníbal Hernández
Daniel Aníbal Hernández (n. San Miguel de Tucumán, Provincia de Tucumán, Argentina, 5 de febrero de 1970) es un exfutbolista argentino que jugó como mediocampista. Ha militado en diversos clubes de Argentina, Bolivia y Chile. A pesar de que no jugó nunca en el seleccionado argentino adulto, fue internacional con las selecciones inferiores, llegando a disputar el torneo de fútbol de los Juegos Olímpicos de Seúl 1988.

## Clubes
| Club                      | País      | Año       |
| ------------------------- | --------- | --------- |
| Independiente             | Argentina | 1988-1989 |
| Bolívar                   | Bolivia   | 1990-1992 |
| Atlético Tucumán          | Argentina | 1993-1994 |
| San Martín de Tucumán     | Argentina | 1994-1996 |
| Godoy Cruz de Mendoza     | Argentina | 1996-1997 |
| Talleres de Córdoba       | Argentina | 1997-1998 |
| San Martín de Tucumán     | Argentina | 1999-2000 |
| Juventud Antoniana        | Argentina | 2000      |
| Coquimbo Unido            | Chile     | 2001-2002 |
| San Martín de Tucumán     | Argentina | 2002-2004 |
| Independiente de La Rioja | Argentina | 2005      |
| Concepción FC             | Argentina | 2005      |
| Destroyers                | Bolivia   | 2006      |